# 杜晶一
杜晶一（1932年2月—2022年7月27日），原名杜彦荣，笔名金易，男，河北乐亭人，中华人民共和国政治人物，曾任中共广西壮族自治区党委宣传部部长，广西壮族自治区人大常委会副主任。